# Kengan Ashura
Kengan Ashura (jap. ケンガンアシュラ) – manga napisana przez Yabako Sandrovicha i zilustrowana przez Daromeona, publikowana w magazynie internetowym Ura Sunday wydawnictwa Shōgakukan od kwietnia 2012 do sierpnia 2018. Sequel, zatytułowany Kengan Omega, ukazuje się od stycznia 2019.
Manga została zaadaptowana na serię ONA, której premiera odbyła się w lipcu 2019 na platformie Netflix. Drugi sezon został wydany we wrześniu 2023.

## Fabuła
Od okresu Edo na całym świecie istnieją areny, na których bogaci właściciele firm i handlowcy zatrudniają gladiatorów do walk bez broni zwanych Kengan. Yamashita Kazuo, zwykły pracownik biurowy w Grupie Nogi, jest świadkiem walki ulicznej w zaułku między dwoma tajemniczymi zawodnikami. Jeden z nich, Ohma „Ashura” Tokita, zostaje zwerbowany przez prezesa Grupy Nogi, Nogiego Hidekiego, po tym jak pokonał ich poprzedniego zawodnika w walce ulicznej. Kazuo zostaje zmuszony do zostania menadżerem Ohmy, który dołącza do tych aren, aby miażdżyć swoich przeciwników. Jego spektakularna zdolność do pokonywania wrogów przyciąga uwagę właścicieli wielkich firm, co prowadzi do jego udziału w Turnieju Zagłady Kengan z zaproszenia Hidekiego. Turniej ten organizowany jest przez największych prezesów w Japonii, a zwycięzca otrzymuje stanowisko przewodniczącego Stowarzyszenia Kengan, które wiąże się z ogromną władzą i prestiżem. W miarę postępów turnieju Ohma zmaga się nie tylko z gladiatorami, ale także ze swoją przeszłością, a Kazuo próbuje odkryć prawdziwe powody, dla których został zaproszony na ten turniej.

## Bohaterowie
- Ohma Tokita (jap. 十鬼蛇 王馬 Tokita Ōma)

Seiyū: Tatsuhisa Suzuki 
- Kazuo Yamashita (jap. 山下 一夫 Yamashita Kazuo)

Seiyū: Chō 
- Hideki Nogi (jap. 乃木 英樹 Nogi Hideki)

Seiyū: Jōji Nakata 
- Kaede Akiyama (jap. 秋山 楓 Akiyama Kaede)

Seiyū: Yumi Uchiyama 
- Lihito (jap. 理人 Rihito)

Seiyū: Hayato Kaneko 
- Jun Sekibayashi (jap. 関林 ジュン Sekibayashi Jun)

Seiyū: Tetsu Inada 
- Cosmo Imai (jap. 今井 コスモ Imai Kosumo)

Seiyū: Junya Enoki 
- Setsuna Kiryū (jap. 桐生 刹那 Kiryū Setsuna)

Seiyū: Daisuke Namikawa 

## Manga
Seria ukazywała się w serwisie Ura Sunday oraz w aplikacji MangaONE od 18 kwietnia 2012 do 9 sierpnia 2018. Wydawnictwo Shōgakukan zebrało jej rozdziały w 27 tankōbonach, wydawanych od 18 grudnia 2012 do 19 lutego 2019.
Specjalny tom, zatytułowany Kengan Ashura 0, został wydany 12 stycznia 2016.
| Nr | Data wydania (język japoński) | ISBN (język japoński)  |
| -- | ----------------------------- | ---------------------- |
| 1  | 18 grudnia 2012               | ISBN 978-4-09-124110-8 |
| 2  | 18 stycznia 2013              | ISBN 978-4-09-124237-2 |
| 3  | 18 kwietnia 2013              | ISBN 978-4-09-124332-4 |
| 4  | 17 maja 2013                  | ISBN 978-4-09-124334-8 |
| 5  | 18 września 2013              | ISBN 978-4-09-124417-8 |
| 6  | 18 października 2013          | ISBN 978-4-09-124531-1 |
| 7  | 18 lutego 2014                | ISBN 978-4-09-124600-4 |
| 8  | 16 maja 2014                  | ISBN 978-4-09-124691-2 |
| 9  | 18 sierpnia 2014              | ISBN 978-4-09-125234-0 |
| 10 | 17 października 2014          | ISBN 978-4-09-125478-8 |
| 11 | 9 stycznia 2015               | ISBN 978-4-09-125709-3 |
| 12 | 10 kwietnia 2015              | ISBN 978-4-09-126056-7 |
| 13 | 12 czerwca 2015               | ISBN 978-4-09-126184-7 |
| 14 | 9 października 2015           | ISBN 978-4-09-126588-3 |
| 0  | 12 stycznia 2016              | ISBN 978-4-09-127010-8 |
| 15 | 11 marca 2016                 | ISBN 978-4-09-127082-5 |
| 16 | 10 czerwca 2016               | ISBN 978-4-09-127300-0 |
| 17 | 9 września 2016               | ISBN 978-4-09-127434-2 |
| 18 | 19 grudnia 2016               | ISBN 978-4-09-127465-6 |
| 19 | 10 lutego 2017                | ISBN 978-4-09-127519-6 |
| 20 | 12 czerwca 2017               | ISBN 978-4-09-127633-9 |
| 21 | 18 sierpnia 2017              | ISBN 978-4-09-127757-2 |
| 22 | 19 października 2017          | ISBN 978-4-09-128007-7 |
| 23 | 12 grudnia 2017               | ISBN 978-4-09-128041-1 |
| 24 | 12 kwietnia 2018              | ISBN 978-4-09-128267-5 |
| 25 | 12 lipca 2018                 | ISBN 978-4-09-128440-2 |
| 26 | 19 października 2018          | ISBN 978-4-09-128700-7 |
| 27 | 19 lutego 2019                | ISBN 978-4-09-128839-4 |

Sequel, zatytułowany Kengan Omega (jap. ケンガンオメガ), ukazuje się w Ura Sunday i MangaONE od 17 stycznia 2019. Akcja kontynuacji rozgrywa się dwa lata po wydarzeniach z oryginalnej serii. Pierwszy tankōbon został opublikowany 19 lutego 2019 nakładem wydawnictwa Shōgakukan. Według stanu na 6 czerwca 2024, do tej pory ukazały się 22 tomy.
| Nr | Data wydania (język japoński) | ISBN (język japoński)  |
| -- | ----------------------------- | ---------------------- |
| 1  | 19 lutego 2019                | ISBN 978-4-09-128848-6 |
| 2  | 19 lipca 2019                 | ISBN 978-4-09-129290-2 |
| 3  | 19 grudnia 2019               | ISBN 978-4-09-129475-3 |
| 4  | 17 stycznia 2020              | ISBN 978-4-09-129506-4 |
| 5  | 10 kwietnia 2020              | ISBN 978-4-09-850093-2 |
| 6  | 10 lipca 2020                 | ISBN 978-4-09-850195-3 |
| 7  | 12 listopada 2020             | ISBN 978-4-09-850327-8 |
| 8  | 12 marca 2021                 | ISBN 978-4-09-850477-0 |
| 9  | 10 czerwca 2021               | ISBN 978-4-09-850592-0 |
| 10 | 16 września 2021              | ISBN 978-4-09-850701-6 |
| 11 | 10 grudnia 2021               | ISBN 978-4-09-850829-7 |
| 12 | 10 marca 2022                 | ISBN 978-4-09-851024-5 |
| 13 | 10 czerwca 2022               | ISBN 978-4-09-851158-7 |
| 14 | 12 września 2022              | ISBN 978-4-09-851276-8 |
| 15 | 12 stycznia 2023              | ISBN 978-4-09-851538-7 |
| 16 | 12 kwietnia 2023              | ISBN 978-4-09-852001-5 |
| 17 | 19 lipca 2023                 | ISBN 978-4-09-852553-9 |
| 18 | 19 września 2023              | ISBN 978-4-09-852831-8 |
| 19 | 19 października 2023          | ISBN 978-4-09-852874-5 |
| 20 | 12 stycznia 2024              | ISBN 978-4-09-853087-8 |
| 21 | 29 marca 2024                 | ISBN 978-4-09-853172-1 |
| 22 | 6 czerwca 2024                | ISBN 978-4-09-853404-3 |

## Anime
W styczniu 2015 serwis Ura Sunday zorganizował ankietę, aby pozwolić fanom zdecydować, która z ich serii powinna otrzymać adaptację anime. W maju 2015 ogłoszono, że manga Kengan Ashura wygrała ankietę z liczbą 2,3 miliona na 9 milionów oddanych głosów i zostanie zaadaptowana na anime. 7 grudnia 2017 podano do wiadomości, że produkcja nadal jest w planach, a wraz z premierą 23. tomu, wydanego 12 grudnia 2017, ujawniono, że anime będzie serialem telewizyjnym. Ekipa produkcyjna i rok premiery zostały ogłoszone 22 marca 2018. Serial został wyreżyserowany przez Seijiego Kishiego na podstawie scenariusza Makoto Uezu, animację wykonało studio Larx Entertainment, postacie zaprojektował Kazuaki Morita, a muzykę skomponował Yasuharu Takanashi. Światowa premiera miała miejsce 7 lipca 2018 na konwencie Anime Expo, japońska premiera odbyła się zaś 27 stycznia 2019 w Toho Cinemas Roppongi Hills. 31 lipca 2019 serial został udostępniony globalnie na platformie Netflix. Druga część sezonu miała swoją premierę w tym samym serwisie 31 października 2019.
24 marca 2022 ogłoszono, że anime otrzyma sequel. Redaktor mangi Kengan Omega potwierdził na Twitterze, że kontynuacja będzie adaptować historię zawartą w mandze „do końca oryginału (końca turnieju)!”. Później ujawniono, że będzie to drugi sezon, którego pierwsza część miała premierę 21 września 2023; druga część została wydana zaś 15 sierpnia 2024.

### Ścieżka dźwiękowa
| Seria          | Odcinki  | Tytuł            | Wykonawcy                  | Źródło   |
| Czołówka       | Czołówka | Czołówka         | Czołówka                   | Czołówka |
| -------------- | -------- | ---------------- | -------------------------- | -------- |
| 1              | 1–12     | „King & Ashley”  | My First Story             | [ 71 ]   |
| 1              | 13–24    | „Aishiden issen” | Omedetai Atama de Naniyori | [ 72 ]   |
| 2              | 1–12     | „Red”            | SiM                        | [ 73 ]   |
| 2              | 13–28    | „Feel My Pain”   | HEY-SMITH                  | [ 70 ]   |
| Napisy końcowe |          |                  |                            |          |
| 1              | 1–12     | „Born This Way”  | BAD HOP                    | [ 74 ]   |
| 1              | 13–24    | „ASHURA”         | TAEYO                      | [ 72 ]   |
| 2              | 1–12     | „Shambles”       | Band-Maid                  | [ 75 ]   |
| 2              | 13–28    | „NANI?”          | Jin Dogg                   | [ 70 ]   |

### Lista odcinków

#### Sezon 1 (2019)
| №       | #       | Tytuł                                    | Premiera             |
| Część 1 | Część 1 | Część 1                                  | Część 1              |
| ------- | ------- | ---------------------------------------- | -------------------- |
| 1       | 1       | Kengan (拳願)                            | 31 lipca 2019        |
| 2       | 2       | Superczłowiek Chōjin (超人)              | 31 lipca 2019        |
| 3       | 3       | Twardy gość Kyōsha (強者)                | 31 lipca 2019        |
| 4       | 4       | Znowu razem Saikai (再会)                | 31 lipca 2019        |
| 5       | 5       | Rozróba Ransen (乱戦)                    | 31 lipca 2019        |
| 6       | 6       | Sprytny wybieg An’yaku (暗躍)            | 31 lipca 2019        |
| 7       | 7       | Poprzedniej nocy Zen’ya (前夜)           | 31 lipca 2019        |
| 8       | 8       | Początek bitwy Kaisen (開戦)             | 31 lipca 2019        |
| 9       | 9       | Sprawiedliwość Seigi (正義)              | 31 lipca 2019        |
| 10      | 10      | Siostra Kyōdai (兄妹)                    | 31 lipca 2019        |
| 11      | 11      | Ashura Shura (修羅)                      | 31 lipca 2019        |
| 12      | 12      | Ojciec i syn Fushi (父子)                | 31 lipca 2019        |
| Część 2 |         |                                          |                      |
| 13      | 13      | Dwa odmienne style walki Shin’nen (信念) | 31 października 2019 |
| 14      | 14      | Mistrz i uczeń Shitei (師弟)             | 31 października 2019 |
| 15      | 15      | Rybak Ryōshi (漁師)                      | 31 października 2019 |
| 16      | 16      | Rakszas Rasetsu (羅刹)                   | 31 października 2019 |
| 17      | 17      | Diabelska włócznia Masō (魔槍)           | 31 października 2019 |
| 18      | 18      | Osobliwości Ijō (異常)                   | 31 października 2019 |
| 19      | 19      | Siła woli Iji (意地)                     | 31 października 2019 |
| 20      | 20      | Mistrzowie Ōja (王者)                    | 31 października 2019 |
| 21      | 21      | Otchłań Shin’en (深淵)                   | 31 października 2019 |
| 22      | 22      | Starcie na śmierć i życie Shia (死合)    | 31 października 2019 |
| 23      | 23      | Diabeł Majin (魔人)                      | 31 października 2019 |
| 24      | 24      | Ojciec Oyaji (親父)                      | 31 października 2019 |

#### Sezon 2 (2023)
| №       | #       | Tytuł                            | Premiera         |
| Część 1 | Część 1 | Część 1                          | Część 1          |
| ------- | ------- | -------------------------------- | ---------------- |
| 25      | 1       | Omen Chōkō (兆候)                | 21 września 2023 |
| 26      | 2       | Wybuchowy rdzeń Baku shin (爆芯) | 21 września 2023 |
| 27      | 3       | Klaun Dōke (道化)                | 21 września 2023 |
| 28      | 4       | Godność Kyōji (矜持)             | 21 września 2023 |
| 29      | 5       | Atak samobójczy Tokkō (特攻)     | 21 września 2023 |
| 30      | 6       | Stary kolega Kyūyū (旧友)        | 21 września 2023 |
| 31      | 7       | Piekło Jigoku (地獄)             | 21 września 2023 |
| 32      | 8       | Zmartwychwstanie Fukkatsu (復活) | 21 września 2023 |
| 33      | 9       | Wyższość Chōetsu (超越)          | 21 września 2023 |
| 34      | 10      | Życie i śmierć Seisatsu (生殺)   | 21 września 2023 |
| 35      | 11      | Flaga rebeliantów Hanki (反旗)   | 21 września 2023 |
| 36      | 12      | Bijatyka Konsen (混戦)           | 21 września 2023 |
| Część 2 |         |                                  |                  |
| 37      | 13      | Zawziętość                       | 15 sierpnia 2024 |
| 38      | 14      | Lustrzane odbicie                | 15 sierpnia 2024 |
| 39      | 15      | As w rękawie                     | 15 sierpnia 2024 |
| 40      | 16      | Kulminacja                       | 15 sierpnia 2024 |
| 41      | 17      | Zbiera się na burzę              | 15 sierpnia 2024 |
| 42      | 18      | Pływająca Chmura                 | 15 sierpnia 2024 |
| 43      | 19      | Dylemat                          | 15 sierpnia 2024 |
| 44      | 20      | Demon                            | 15 sierpnia 2024 |
| 45      | 21      | Pożegnanie                       | 15 sierpnia 2024 |
| 46      | 22      | Wakatsuki                        | 15 sierpnia 2024 |
| 47      | 23      | Z całego serca                   | 15 sierpnia 2024 |
| 48      | 24      | Największa siła                  | 15 sierpnia 2024 |
| 49      | 25      | Olbrzym                          | 15 sierpnia 2024 |
| 50      | 26      | Finały                           | 15 sierpnia 2024 |
| 51      | 27      | Zwycięstwo                       | 15 sierpnia 2024 |
| 52      | 28      | Odcinek finałowy                 | 15 sierpnia 2024 |

## Odbiór
W grudniu 2017 manga liczyła w obiegu ponad 1,5 miliona egzemplarzy.